# Хоакін-Віктор-Гонсалес
Хоакі́н-Ві́ктор-Гонса́лес (ісп. Joaquín V. González) — місто в аргентинській провінції Сальта; адміністративний центр департаменту Анта. Назване на честь аргентинського історика і політика Хоакіна Віктора Гонсалеса.

## Географія
Місто лежить у передгір'ях плато Альтіплано на Ріо-Хураменто у центральній частині провінції Сальта.

### Клімат
Місто знаходиться у зоні, яка характеризується вологим субтропічним кліматом. Найтепліший місяць — січень із середньою температурою 26,4 °C. Найхолодніший місяць — червень, із середньою температурою 14,6 °С.
| Клімат Хоакін-Віктор-Гонсалеса | Клімат Хоакін-Віктор-Гонсалеса | Клімат Хоакін-Віктор-Гонсалеса | Клімат Хоакін-Віктор-Гонсалеса | Клімат Хоакін-Віктор-Гонсалеса | Клімат Хоакін-Віктор-Гонсалеса | Клімат Хоакін-Віктор-Гонсалеса | Клімат Хоакін-Віктор-Гонсалеса | Клімат Хоакін-Віктор-Гонсалеса | Клімат Хоакін-Віктор-Гонсалеса | Клімат Хоакін-Віктор-Гонсалеса | Клімат Хоакін-Віктор-Гонсалеса | Клімат Хоакін-Віктор-Гонсалеса | Клімат Хоакін-Віктор-Гонсалеса |
| Показник                       | Січ.                           | Лют.                           | Бер.                           | Квіт.                          | Трав.                          | Черв.                          | Лип.                           | Серп.                          | Вер.                           | Жовт.                          | Лист.                          | Груд.                          | Рік                            |
| Середня температура, °C        | 26,4                           | 25,4                           | 23,8                           | 20,6                           | 17,8                           | 14,6                           | 14,7                           | 16,8                           | 19,7                           | 23,1                           | 25                             | 26,3                           | 21,2                           |
| Норма опадів, мм               | 155.5                          | 144.2                          | 136.4                          | 48.8                           | 15                             | 4.8                            | 3.2                            | 2.6                            | 8.1                            | 37.7                           | 73.5                           | 117.4                          | 747.2                          |
| Днів з опадами                 | 11,2                           | 10,8                           | 11,6                           | 7,9                            | 5,1                            | 3,4                            | 2,5                            | 1,6                            | 2,6                            | 5,8                            | 9                              | 10,6                           | 82,1                           |
| Вологість повітря, %           | 75.2                           | 78.5                           | 80.9                           | 81.4                           | 81                             | 79.4                           | 72.2                           | 63.2                           | 57.8                           | 59.6                           | 64.5                           | 69.3                           | 71.9                           |
| ------------------------------ | ------------------------------ | ------------------------------ | ------------------------------ | ------------------------------ | ------------------------------ | ------------------------------ | ------------------------------ | ------------------------------ | ------------------------------ | ------------------------------ | ------------------------------ | ------------------------------ | ------------------------------ |
| Джерело: Weatherbase           |                                |                                |                                |                                |                                |                                |                                |                                |                                |                                |                                |                                |                                |